# Australian Open 1994
Die Australian Open 1994 fanden vom 17. bis 30. Januar 1994 in Melbourne statt. Es handelte sich um die 82. Auflage des Grand-Slam-Turniers in Australien.
Titelverteidiger im Einzel waren Jim Courier bei den Herren sowie Monica Seles bei den Damen. Im Herrendoppel waren dies Danie Visser und Laurie Warder, im Damendoppel Gigi Fernández und Natallja Swerawa und im Mixed Arantxa Sánchez Vicario und Todd Woodbridge.

## Herreneinzel

### Setzliste
| Nr. | Spieler          | Erreichte Runde |
| --- | ---------------- | --------------- |
| 01. | Pete Sampras     | Sieg            |
| 02. | Michael Stich    | 1. Runde        |
| 03. | Jim Courier      | Halbfinale      |
| 04. | Stefan Edberg    | Halbfinale      |
| 05. | Goran Ivanišević | Viertelfinale   |
| 06. | Thomas Muster    | Viertelfinale   |
| 07. | Cédric Pioline   | 1. Runde        |
| 08. | Petr Korda       | 1. Runde        |

| Nr. | Spieler           | Erreichte Runde |
| --- | ----------------- | --------------- |
| 09. | Todd Martin       | Finale          |
| 10. | Magnus Gustafsson | Viertelfinale   |
| 11. | Marc Rosset       | 3. Runde        |
| 12. | Alexander Wolkow  | Achtelfinale    |
| 13. | Wayne Ferreira    | Achtelfinale    |
| 14. | Karel Nováček     | 3. Runde        |
| 15. | Ivan Lendl        | Achtelfinale    |
| 16. | Arnaud Boetsch    | 2. Runde        |

## Dameneinzel

### Setzliste
| Nr. | Spielerin                 | Erreichte Runde |
| --- | ------------------------- | --------------- |
| 01. | Steffi Graf               | Sieg            |
| 02. | Arantxa Sánchez Vicario   | Finale          |
| 03. | Conchita Martínez         | Viertelfinale   |
| 04. | Gabriela Sabatini         | Halbfinale      |
| 05. | Jana Novotná              | Viertelfinale   |
| 06. | Mary Joe Fernández        | Achtelfinale    |
| 07. | Anke Huber                | 3. Runde        |
| 08. | Manuela Maleeva-Fragnière | Viertelfinale   |

| Nr. | Spielerin             | Erreichte Runde |
| --- | --------------------- | --------------- |
| 09. | Mary Pierce           | Achtelfinale    |
| 10. | Kimiko Date           | Halbfinale      |
| 11. | Zina Garrison-Jackson | 1. Runde        |
| 12. | Amanda Coetzer        | 2. Runde        |
| 13. | Helena Suková         | 3. Runde        |
| 14. | Magdalena Maleewa     | Achtelfinale    |
| 15. | Nathalie Tauziat      | 1. Runde        |
| 16. | Lindsay Davenport     | Viertelfinale   |

## Herrendoppel

### Setzliste
| Nr. | Paarung                         | Erreichte Runde |
| --- | ------------------------------- | --------------- |
| 01. | Grant Connell Patrick Galbraith | 1. Runde        |
| 02. | Byron Black Jonathan Stark      | Finale          |
| 03. | Jacco Eltingh Paul Haarhuis     | Sieg            |
| 04. | Todd Woodbridge Mark Woodforde  | Viertelfinale   |
| 05. | Luke Jensen Murphy Jensen       | 2. Runde        |
| 06. | Patrick McEnroe Richey Reneberg | 1. Runde        |
| 07. | Tom Nijssen Cyril Suk           | Viertelfinale   |
| 08. | Scott Melville Gary Muller      | 1. Runde        |

| Nr. | Paarung                             | Erreichte Runde |
| --- | ----------------------------------- | --------------- |
| 09. | David Adams Andrei Olchowski        | Achtelfinale    |
| 10. | Ken Flach Rick Leach                | Viertelfinale   |
| 11. | Sergio Casal Emilio Sánchez Vicario | 2. Runde        |
| 12. | Henrik Holm Anders Järryd           | Achtelfinale    |
| 13. | Stefan Edberg Petr Korda            | Achtelfinale    |
| 14. | Hendrik Jan Davids Piet Norval      | Achtelfinale    |
| 15. | Brad Pearce Dave Randall            | 2. Runde        |
| 16. | Wayne Ferreira Javier Sánchez       | 1. Runde        |

## Damendoppel

### Setzliste
| Nr. | Paarung                                  | Erreichte Runde |
| --- | ---------------------------------------- | --------------- |
| 01. | Gigi Fernández Natallja Swerawa          | Sieg            |
| 02. | Jana Novotná Arantxa Sánchez-Vicario     | Halbfinale      |
| 03. | Pam Shriver Elizabeth Smylie             | Halbfinale      |
| 04. | Manuela Maleewa-Fragniere Helena Suková  | Achtelfinale    |
| 05. | Conchita Martínez Larisa Neiland         | Achtelfinale    |
| 06. | Mary Joe Fernández Zina Garrison-Jackson | Viertelfinale   |
| 07. | Patty Fendick Meredith McGrath           | Finale          |
| 08. | Katrina Adams Kathy Rinaldi-Stunkel      | 2. Runde        |

| Nr. | Paarung                           | Erreichte Runde |
| --- | --------------------------------- | --------------- |
| 09. | Amanda Coetzer Inés Gorrochategui | Achtelfinale    |
| 10. | Manon Bollegraf Debbie Graham     | Viertelfinale   |
| 11. | Elna Reinach Andrea Strnadová     | Achtelfinale    |
| 12. | Laura Golarsa Natalija Medwedjewa | Achtelfinale    |
| 13. | Jewgenija Manjukowa Leila Mes’chi | Achtelfinale    |
| 14. | Ann Grossman Julie Richardson     | Viertelfinale   |
| 15. | Lindsay Davenport Lisa Raymond    | Achtelfinale    |
| 16. | Jill Hetherington Shaun Stafford  | Viertelfinale   |

## Mixed

### Setzliste
| Nr. | Paarung                        | Erreichte Runde |
| --- | ------------------------------ | --------------- |
| 01. | Todd Woodbridge Helena Suková  | Finale          |
| 02. | Cyril Suk Gigi Fernández       | Viertelfinale   |
| 03. | Jacco Eltingh Natallja Swerawa | 1. Runde        |
| 04. | Mark Woodforde Rennae Stubbs   | Viertelfinale   |

| Nr. | Paarung                                        | Erreichte Runde |
| --- | ---------------------------------------------- | --------------- |
| 05. | Patrick Galbraith Kathy Rinaldi Stunkel        | Achtelfinale    |
| 06. | Andrei Olchowski Larisa Neiland                | Sieg            |
| 07. | Paul Haarhuis Natalija Medwedjewa              | Halbfinale      |
| 08. | Emilio Sánchez Vicario Arantxa Sánchez Vicario | Halbfinale      |

## Junioreneinzel

### Setzliste
| Nr. | Spieler            | Erreichte Runde |
| --- | ------------------ | --------------- |
| 01. | Ben Ellwood        | Sieg            |
| 02. | James Sekulov      | Achtelfinale    |
| 03. | Nicolas Escudé     | Achtelfinale    |
| 04. | Mark Philippoussis | Viertelfinale   |
| 05. | Andrew Ilie        | Finale          |
| 06. | John Roddick       | 1. Runde        |
| 07. | Scott Humphries    | Halbfinale      |
| 08. | Roman Kukal        | Achtelfinale    |

| Nr. | Spieler             | Erreichte Runde |
| --- | ------------------- | --------------- |
| 09. | Jamie Delgado       | 2. Runde        |
| 10. | Paul Goldstein      | Halbfinale      |
| 11. | Kalle Flygt         | 2. Runde        |
| 12. | Giorgio Galimberti  | Achtelfinale    |
| 13. | Rainer Schüttler    | Achtelfinale    |
| 14. | Patrick Gottesleben | Achtelfinale    |
| 15. | Justin Gimelstob    | Viertelfinale   |
| 16. | Fredrik Jonsson     | 1. Runde        |

## Juniorinneneinzel

### Setzliste
| Nr. | Spielerin              | Erreichte Runde |
| --- | ---------------------- | --------------- |
| 01. | Barbara Schett         | Finale          |
| 02. | Heike Rusch            | Achtelfinale    |
| 03. | Annabel Ellwood        | Halbfinale      |
| 04. | Siobhan Drake-Brockman | Halbfinale      |
| 05. | Amanda Basica          | Achtelfinale    |
| 06. | Yvette Basting         | Viertelfinale   |
| 07. | Meilen Tu              | Achtelfinale    |
| 08. | Stephanie Halsell      | Achtelfinale    |

| Nr. | Spielerin       | Erreichte Runde |
| --- | --------------- | --------------- |
| 09. | Weng Tzu-ting   | Achtelfinale    |
| 10. | Jeon Mi-ra      | Viertelfinale   |
| 11. | Trudi Musgrave  | Sieg            |
| 12. | Petra Gaspar    | Viertelfinale   |
| 13. | Nina Murn       | Viertelfinale   |
| 14. | Elizabeth Jelfs | Achtelfinale    |
| 15. | Lonny Young     | 2. Runde        |
| 16. | Francesca La’O  | 1. Runde        |

## Juniorendoppel

### Setzliste
| Nr. | Paarung                         | Erreichte Runde |
| --- | ------------------------------- | --------------- |
| 01. | Ben Ellwood Mark Philippoussis  | Sieg            |
| 02. | Kalle Flygt Magnus Norman       | 1. Runde        |
| 03. | Jamie Delgado Roman Kukal       | Finale          |
| 04. | Allen Belobrajdic James Sekulov | Viertelfinale   |

| Nr. | Paarung                        | Erreichte Runde |
| --- | ------------------------------ | --------------- |
| 05. | Paul Goldstein Scott Humphries | Halbfinale      |
| 06. |                                | Rückzug         |
| 07. | Jean-Noel Grinda Mark Nielsen  | Halbfinale      |
| 08. | Matthew Breen Lee Pearson      | Viertelfinale   |

## Juniorinnendoppel

### Setzliste
| Nr. | Paarung                          | Erreichte Runde |
| --- | -------------------------------- | --------------- |
| 01. | Corina Morariu Ludmila Varmužová | Sieg            |
| 02. | Jeon Mi-ra Francesca La’O        | Halbfinale      |
| 03. | Kaori Kuki Weng Tzu-ting         | Viertelfinale   |
| 04. | Susan Bekir Angela Lawrence      | Halbfinale      |

| Nr. | Paarung                                 | Erreichte Runde |
| --- | --------------------------------------- | --------------- |
| 05. | Annabel Ellwood Esther Knox             | 1. Runde        |
| 06. | Trudi Musgrave Jodi Richardson          | Viertelfinale   |
| 07. | Nina Murn Barbara Schett                | Achtelfinale    |
| 08. | Siobhan Drake-Brockman Arthi Venkatesan | Viertelfinale   |